# Наказание
Наказа́ние — применение каких-либо мер в отношении виновного в проступке или преступлении, либо лишение его каких-либо жизненных благ.
Наказание может использоваться для формирования у индивидуума социально приемлемой модели поведения и социальных поступков. Детей за проступки наказывают родители или заменяющие их лица, а также воспитатели и учителя. Работников за проступки на работе наказывают (дисциплинарное взыскание) работодатели или их представители. С военнослужащих взыскивают за их проступки командиры. Рабов и крепостных имели право наказывать их хозяева. За преступления предусмотрено уголовное наказание, применяемое по приговору суда.
При этом характер наказания в различных ситуациях может очень сильно разниться — от устного замечания и/или предупреждения до воздействия, коренным образом влияющего на жизнь человека, а то и вовсе лишающего его жизни в результате смертной казни.

## Наказание впсихологии
Термин «наказание» в психологии означает действие, которое совершается с целью уменьшения, по крайней мере временно, вероятности того, что какое-либо поведение наказанного повторится. Предполагаемая цель наказания — побудить человека или животное не вести себя определённым образом. Это наиболее общий метод контроля поведения.
По Б. Ф. Скиннеру, наказание может быть осуществлено двумя различными способами, которые он называет «позитивное наказание» и «негативное наказание».
Примеры позитивного наказания: если дети плохо себя ведут, то их ставят в угол или шлёпают; если студенты пользуются шпаргалками на экзамене, то их исключают из вуза; если взрослых ловят на краже, их штрафуют или сажают в тюрьму.
Негативное наказание состоит в том, что за определённым не одобряемым поведением человека следует устранение (возможного) позитивного подкрепляющего стимула. Например, детям запрещают смотреть телевизор из-за плохого поведения, с работником, нарушающим трудовую дисциплину, расторгают трудовой договор.

## Наказание вправе
В праве различают уголовные наказания (за совершение преступлений, применяются судом), административные наказания (за совершение административных проступков, применяются как судом, так и органами исполнительной власти) и дисциплинарные наказания (за совершение дисциплинарных проступков на работе или службе, применяются начальниками).
Наказание — это мера государственного принуждения, применяемая государством в отношении лица, признанного виновным в совершении преступления, и состоящая в определённом сужении его правового статуса, наделении его особыми правами и обязанностями. На сегодняшний день в мире существует 4 доминирующих вида наказания: штраф, принудительные работы без лишения свободы (обязательные или исправительные), лишение свободы на какой-то срок или на всю жизнь, смертная казнь. В некоторых странах существуют и иные виды воздействий, в прошлые века широко распространённые во всем мире: отсечение руки, каторжные работы и др.
Начиная с середины XX века ООН и различные правозащитные организации ведут усиленную деятельность по гуманизации уголовного права во всем мире, включая отказ от смертной казни и других наказаний против жизни и здоровья человека и общества в целом. На сегодняшний день смертная казнь не применяется во всех странах Евросоюза.

## Наказание в религиях

### Наказание в христианстве
В христианстве есть идея неотвратимого наказания за сделанные при жизни грехи — божественного воздаяния.
- «Не пренебрегай наказания Господня, и не унывай, когда Он обличает тебя… Если вы терпите наказание, то Бог поступает с вами, как с сынами» (Послание в Евреям 12.5-7)
- «Если же делаешь зло, бойся, ибо он не напрасно носит меч: он Божий слуга, отмститель в наказание делающему злое. И потому надобно повиноваться не только из страха наказания, но и по совести» (Послание к Римлянам 13.5)
- «Отцы наши грешили: их уже нет, а мы несем наказание за беззакония их». (Плач Иеремии 5.7)
- «Наказания Господня, сын мой, не отвергай, и не тяготись обличением Его; ибо кого любит Господь, того и наказывает, и благоволит к тому, как отец к сыну своему». (Притчи 3.11,12)
- По словам богослова А. И. Осипова, безнаказанность является самым сильным средством духовного разрушения личности[2].